# Grimmia triformis
Grimmia triformis là một loài Rêu trong họ Grimmiaceae. Loài này được Carestia & De Not. mô tả khoa học đầu tiên năm 1866.